# Chapelle Sainte-Roseline
Abbaye de la Celle-Roubaud
La chapelle Sainte-Roseline est un édifice religieux construit au XIe siècle. Elle se trouve dans le département du Var, sur la commune des Arcs où elle jouxte un cloître. L'ensemble des bâtiments formait à l'époque l'ancien monastère de la Celle-Roubaud. Classée monument historique en 1980, la chapelle contient, entre autres trésors, la momie de sainte Roseline.

## La momie de sainte Roseline
La chapelle présente la dépouille de sainte Roseline. 
Fille du seigneur des Arcs, Roseline de Villeneuve devint chartreuse à 25 ans puis prieure. Elle mourut en 1329 à 66 ans. On lui attribue de nombreux miracles. 

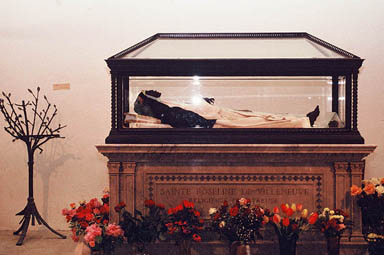
La châsse de sainte Roseline.

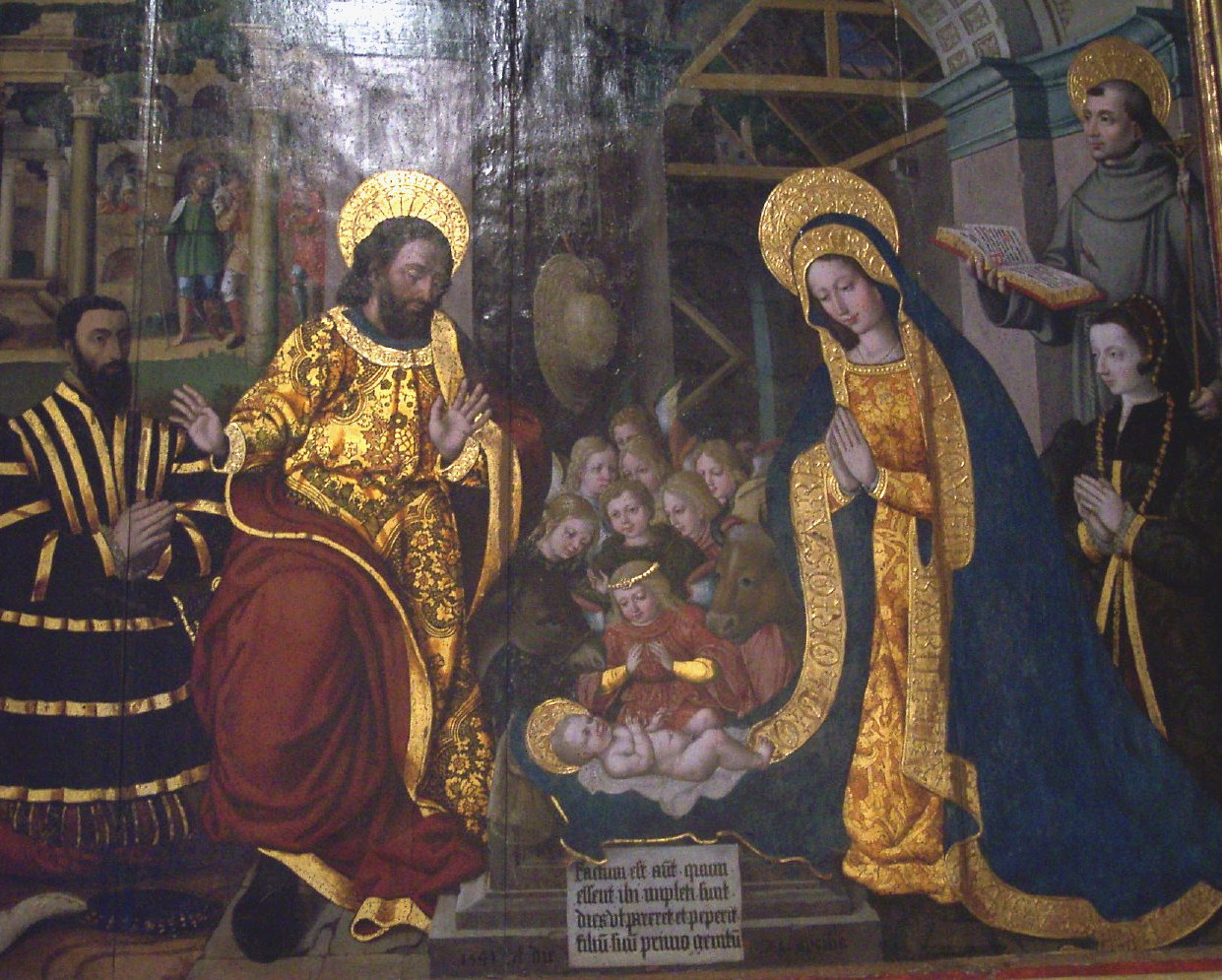
Le retable de la chapelle Sainte-Roseline.

Sa dépouille est exposée dans une châsse en cristal. Allongée sur le dos, la sainte est présentée habillée dans sa tenue de cartusaine, blanche à coiffe noire. Son visage, ses mains et ses pieds sont visibles et ont l'apparence d'une peau desséchée et noircie. En réalité, il s'agit principalement d'un revêtement de cire vernie posé à la fin du XIXe siècle par un médecin italien sur les ossements de la sainte à laquelle il a ainsi donné un aspect momifié. Une radiographie du corps révèle également la présence d'une structure métallique de maintien du squelette. 
La châsse de Sainte Roseline fait l'objet de pèlerinages (pour guérison d'enfants) qui ont lieu cinq fois par an. 
Un reliquaire du XIXe siècle posé dans une niche de l'édifice conserve les yeux de sainte Roseline, miraculeusement préservés d'après la tradition. L'un d'eux aurait été cependant détérioré par le médecin personnel de Louis XIV, venu examiner les restes de la sainte et qui l'aurait crevé pour démontrer que les yeux n'étaient pas constitués de verre.

## Le monastère de la Celle-Roubaud
La chapelle est considérée comme étant l'abbatiale de l'ancien monastère de la Celle-Roubaud, le nom provenant d'un ermite venu s'installer en ce lieu. Une donation datée de 1038 au monastère de Saint-Victor mentionne le couvent de Salam-Robaldo devenu monastère de la Celle-Roubaud lorsque les Templiers investissent les lieux en 1200. Le site est placé sous le patronage de sainte Catherine du mont Sinaï puis est cédé aux moniales bénédictines avant d'être occupé à partir de 1260 par l'ordre des Chartreux jusqu'en 1420. En 1504, le monastère est occupé par des Franciscains de la stricte observance et devient le monastère de Sainte-Catherine d’Alexandrie. Le nom de chapelle Sainte-Roseline n'apparaissant qu'au XIXe siècle.

## Œuvres baroques
À l'intérieur de la chapelle, on peut admirer un retable de 1541 montrant une Nativité attribuable à l'école de Nice des frères Brea, probablement à François Brea et un maître-autel baroque entouré d'un retable sculpté qui encadre une Descente de croix du début du XVIe siècle.

## Œuvres modernes
Le bâtiment a été restauré en 1969 grâce au mécénat de Marguerite Maeght.
Il s'est alors enrichi d'œuvres d'art moderne : une grande mosaïque murale réalisée en 1975 par Marc Chagall représentant Le repas des Anges, l'un des miracles attribués à sainte Roseline, des vitraux de Jean Bazaine et Raoul Ubac, un bas-relief et un lutrin de Diego Giacometti. En 1984, Adrien Maeght restaure le toit en tuiles romaines.